# NGC 3916
NGC 3916 ist eine Spiralgalaxie vom Hubble-Typ Sb im Sternbild Ursa Major am Nordsternhimmel. Sie ist schätzungsweise 260 Millionen Lichtjahre von der Milchstraße entfernt und hat einen Durchmesser von etwa 115.000 Lj.

Im selben Himmelsareal befinden sich u. a. die Galaxien NGC 3913 und NGC 3921.
Die Supernova SN 1974D wurde hier beobachtet.
Das Objekt wurde am 14. April 1789 von Wilhelm Herschel entdeckt.